# Памятник Васнецовым
Памятник В. М. и А. М. Васнецовым установлен 28 мая 1992 года в городе Кирове со стороны улицы Карла Маркса напротив крытого перехода между старым и новым зданиями музея. Глухая стена перехода служит фоном для парной бронзовой скульптуры на гранитном постаменте.
Живя в Москве, Виктор Михайлович и Аполлинарий Михайлович Васнецовы поддерживали тесную связь с Вяткой, где жили их братья Николай, Аркадий и Александр. Виктор Васнецов был почётным гражданином города Вятки. В 1910 году в Вятке открылся художественно-исторический музей, инициаторами создания которого выступил Виктор и Аполлинарий Васнецовы. Возле скульптуры в летнее время всегда высаживаются цветы, а в 2014 году установили тематическую клумбу в виде палитры красок.
Авторы памятника: скульптор Ю. Г. Орехов, архитектор С. П. Хаджибаронов.